# Franz Oppenhoff

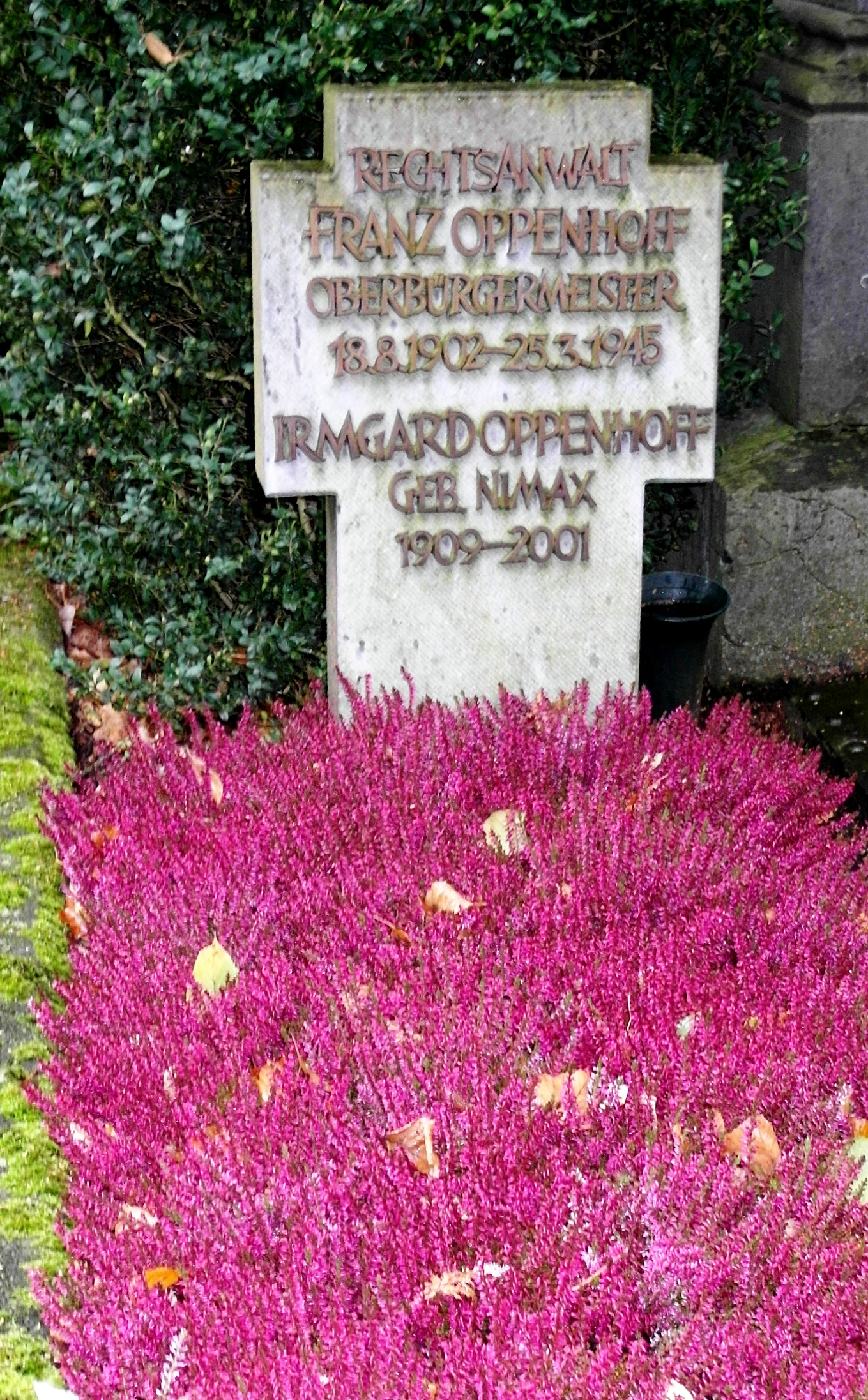
Grób Franza Oppenhoffa

Franz Oppenhoff (ur. 18 sierpnia 1902 w Akwizgranie, zm. 25 marca 1945 tamże) – burmistrz Akwizgranu, ofiara jednostki SS.
Oppenhoff został wybrany na burmistrza miasta 31 października 1944 po zajęciu przez aliantów Akwizgranu. Został zamordowany przed swoim domem 25 marca 1945 przez jednostkę SS. Zabójcą był Austriak Joseph Leitgeb, który następnie zginął zabity przez minę podczas odwrotu oddziału nad Ren. Większość uczestników zamachu została schwytana i osądzona.
Imieniem Oppenhoffa została nazwana główna ulica Akwizgranu – Oppenhoff-Allee.